# ریچارد راوندتری
ریچارد راوندتری (انگلیسی: Richard Roundtree؛ زادهٔ ۹ ژوئیهٔ ۱۹۴۲ – درگذشتهٔ ۲۴ اکتبر ۲۰۲۳) بازیگر اهل ایالات متحده آمریکا بود. وی از سال ۱۹۶۳ تا ۲۰۲۳ میلادی مشغول فعالیت بود.
از فیلم‌ها یا برنامه‌های تلویزیونی که وی در آن نقش داشته‌است، می‌توان به شفت در آفریقا، هفت، جرج جنگل، مسابقه سرعت، الماس‌ها، شفت و تلما اشاره کرد.